# کلیسای سن-شپل
کلیسای سنت-شپل (فرانسوی: Sainte-Chapelle‎, تلفظ فرانسوی: [sɛ̃t ʃapɛl]) یک کلیسای کاتولیک در شهر پاریس، فرانسه است.
این کلیسا که در جزیره ایل دو لا سیته در میان رود سن قرار دارد در سال ۱۲۴۲ شروع به ساخت و در سال ۱۲۴۸ ساختش به اتمام رسیده‌است.

## نگارخانه

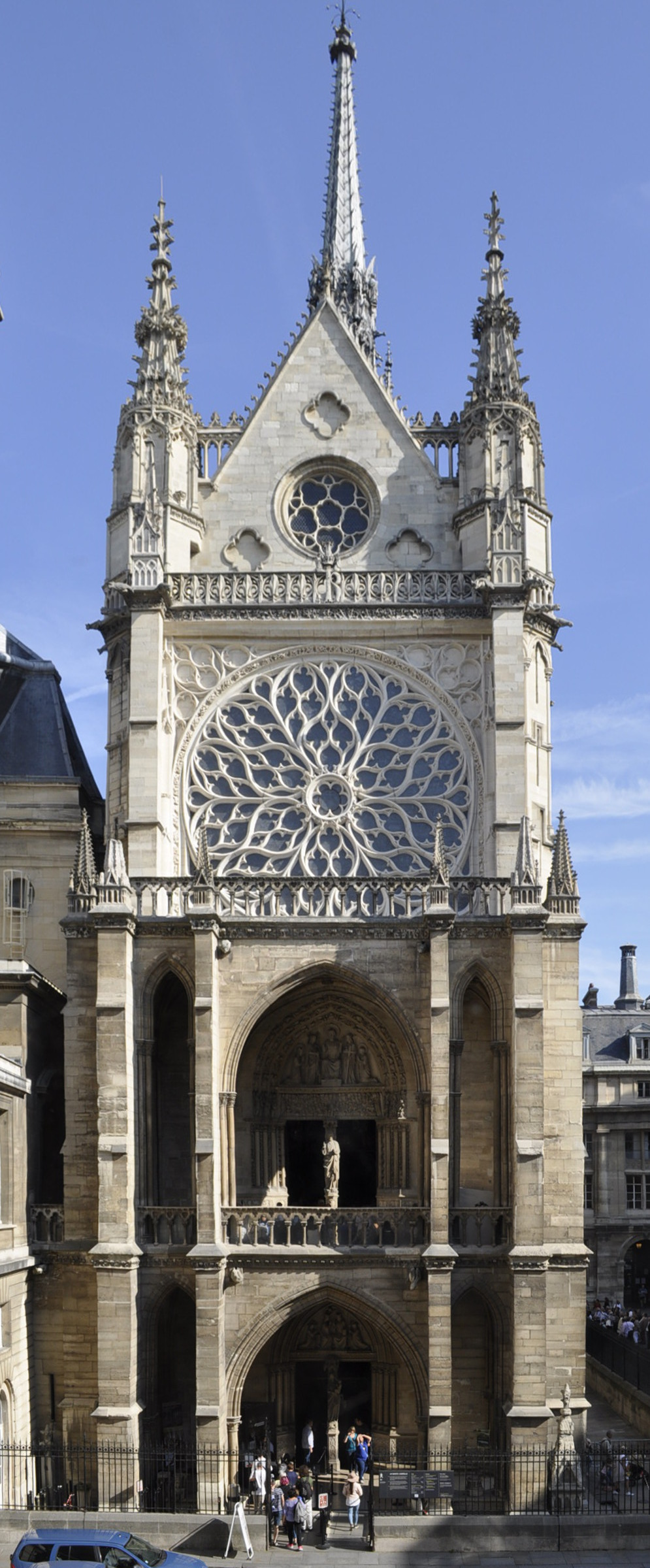
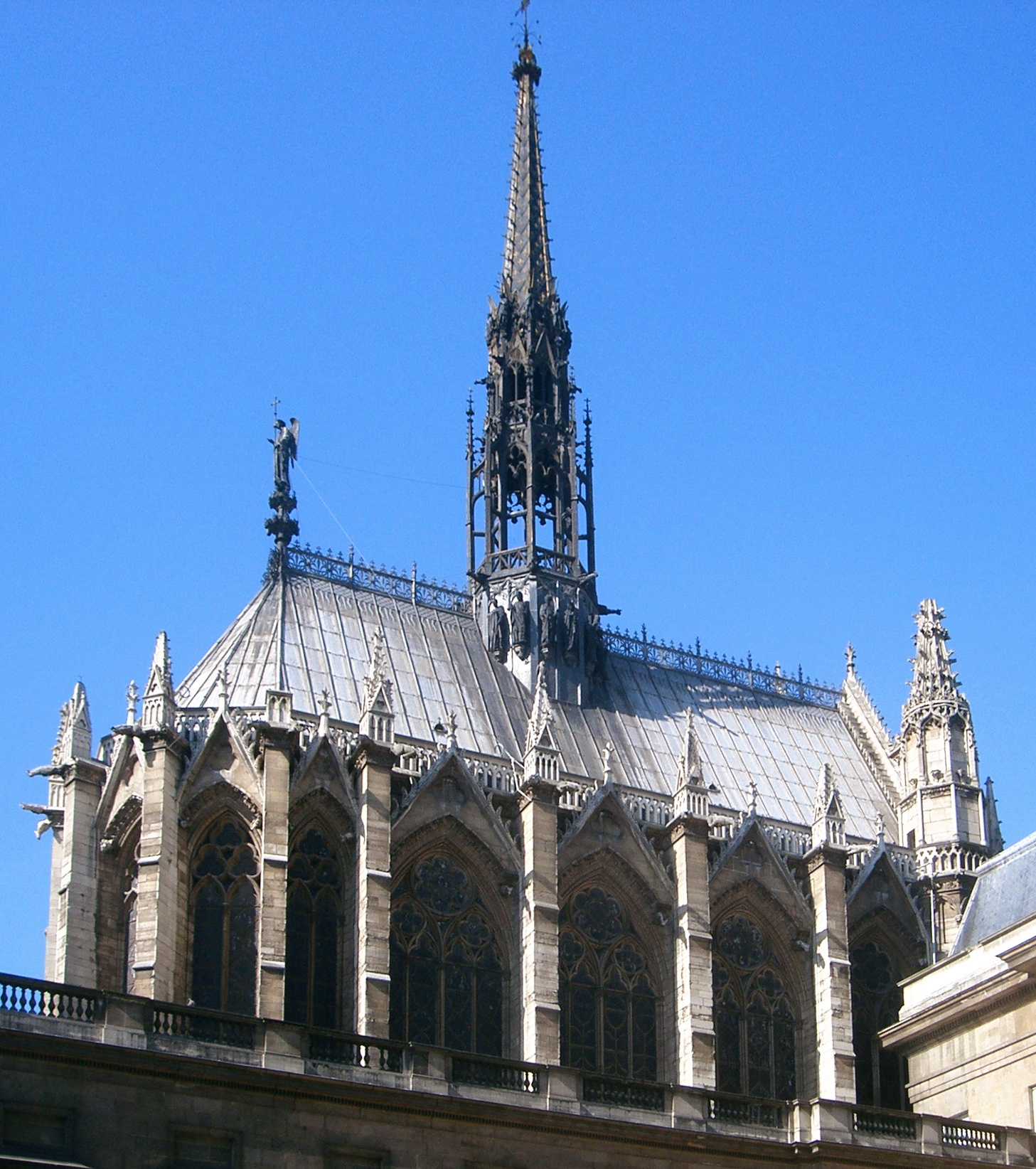
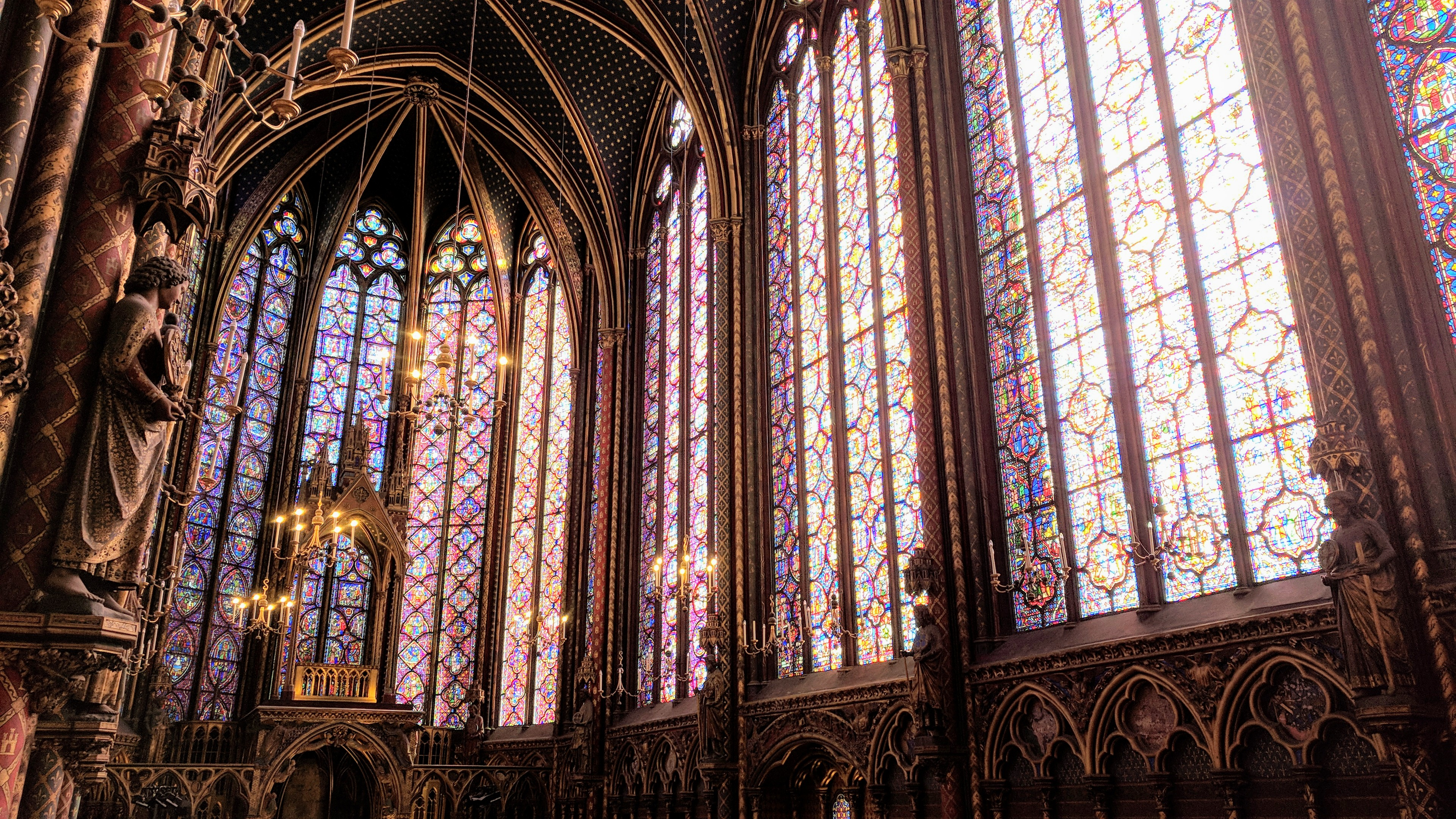
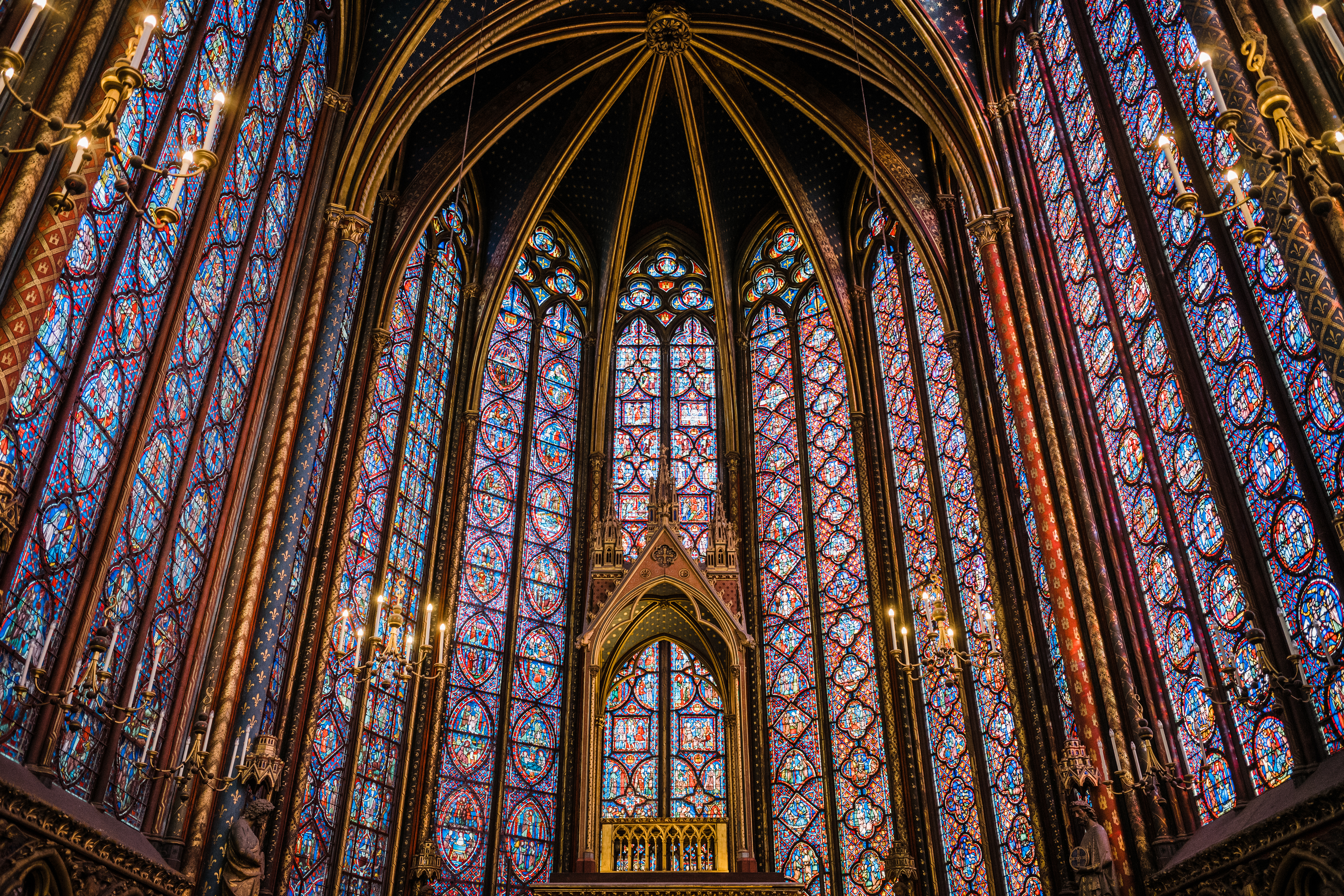
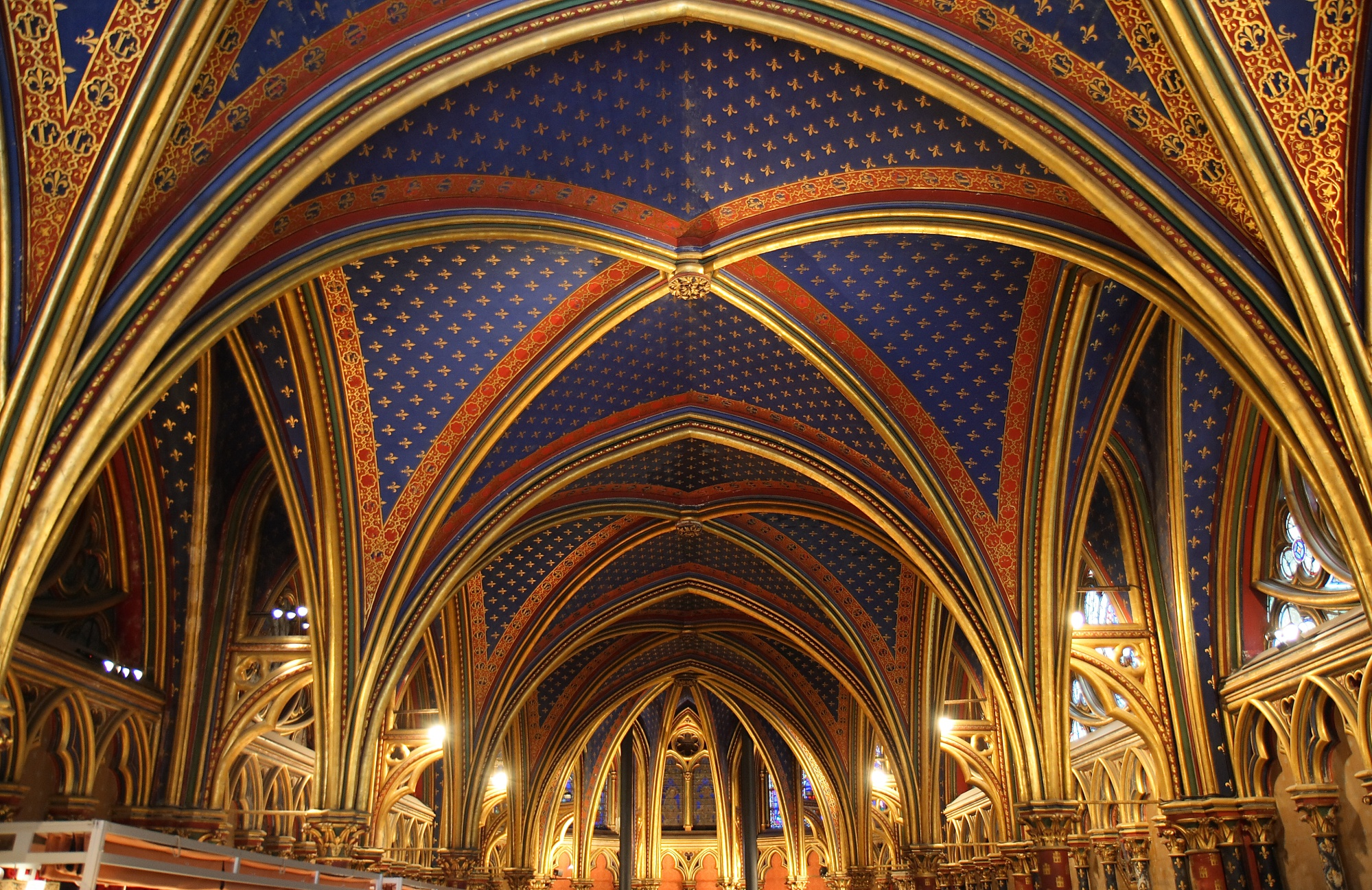
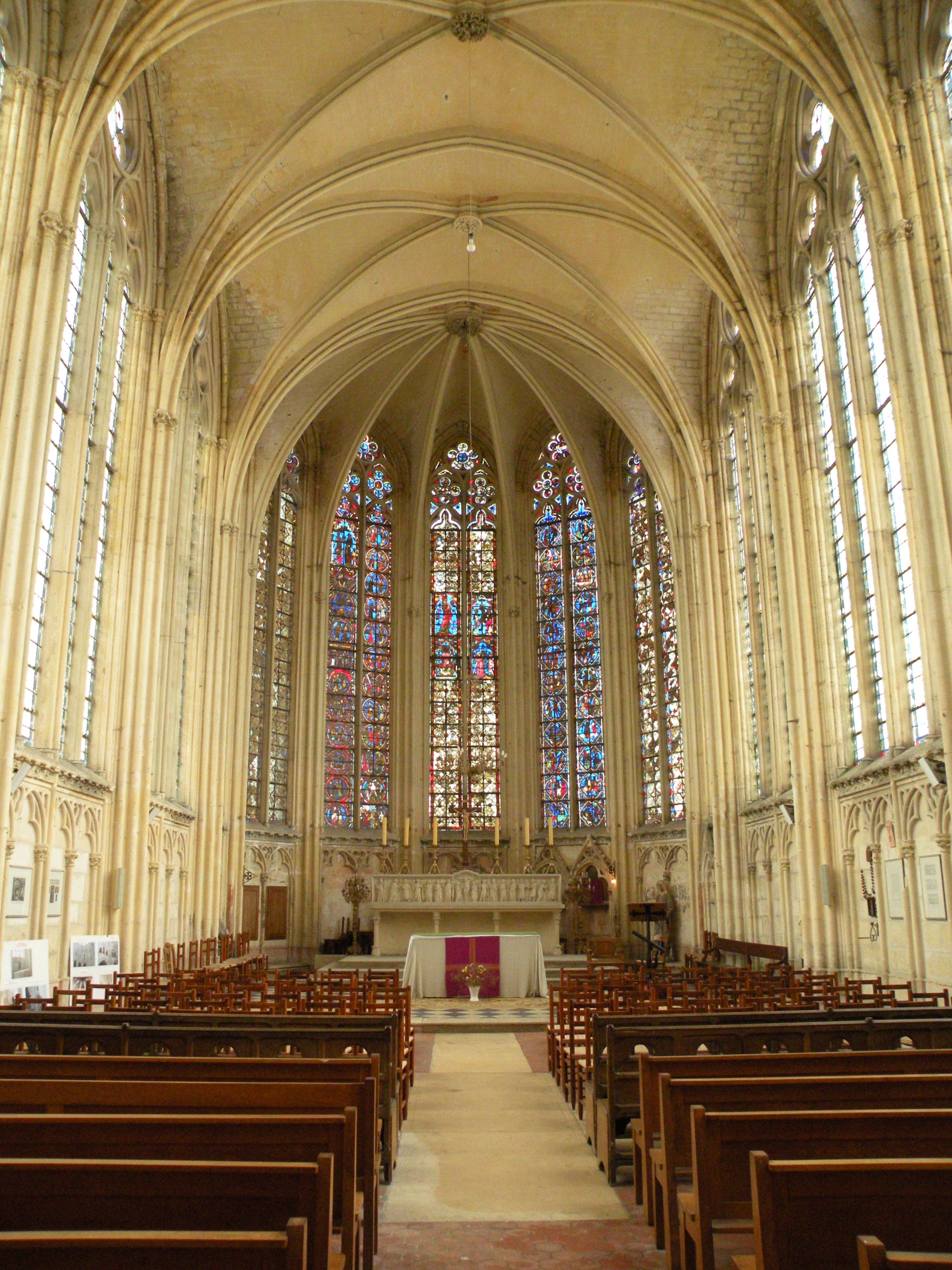
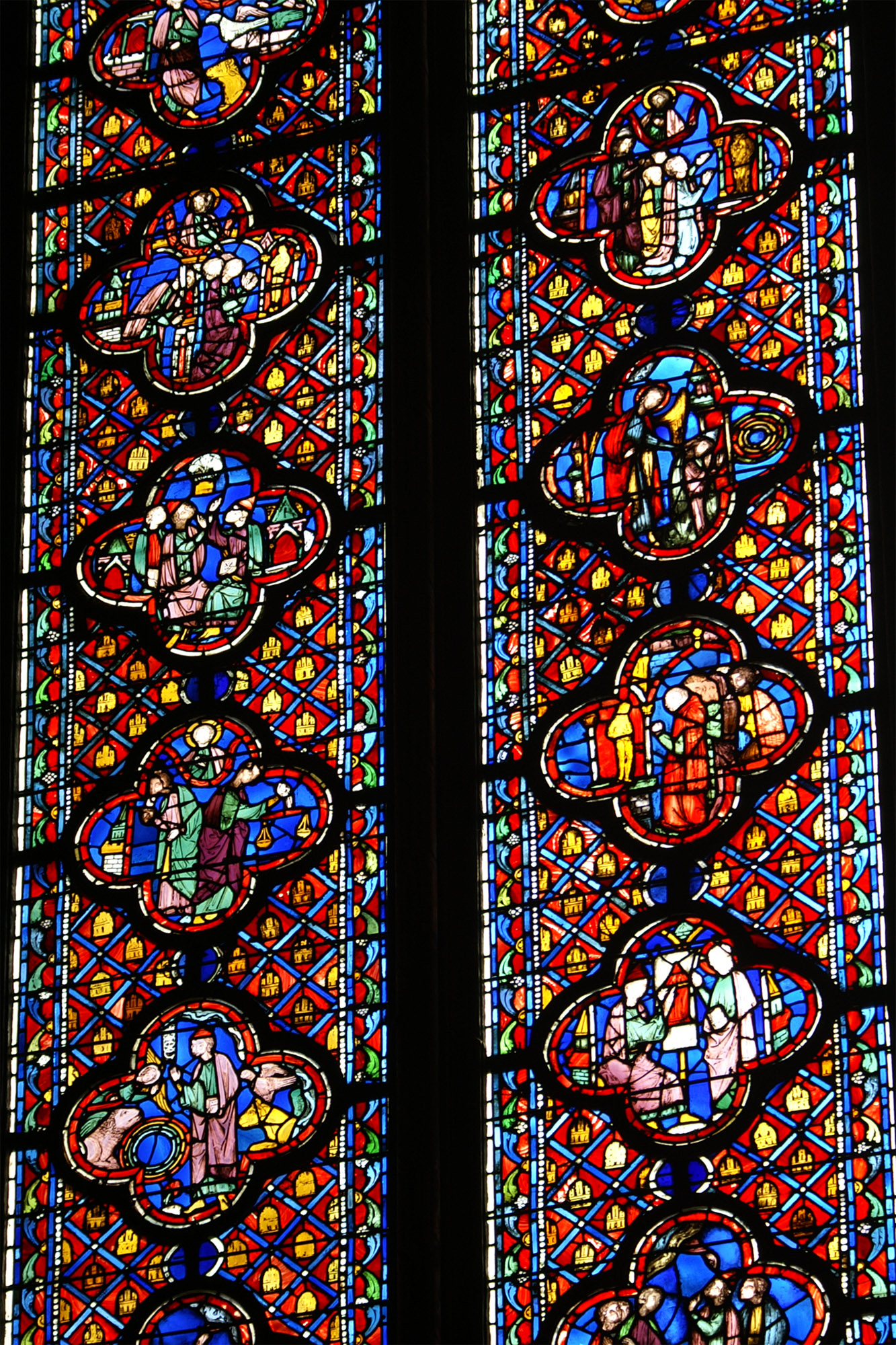
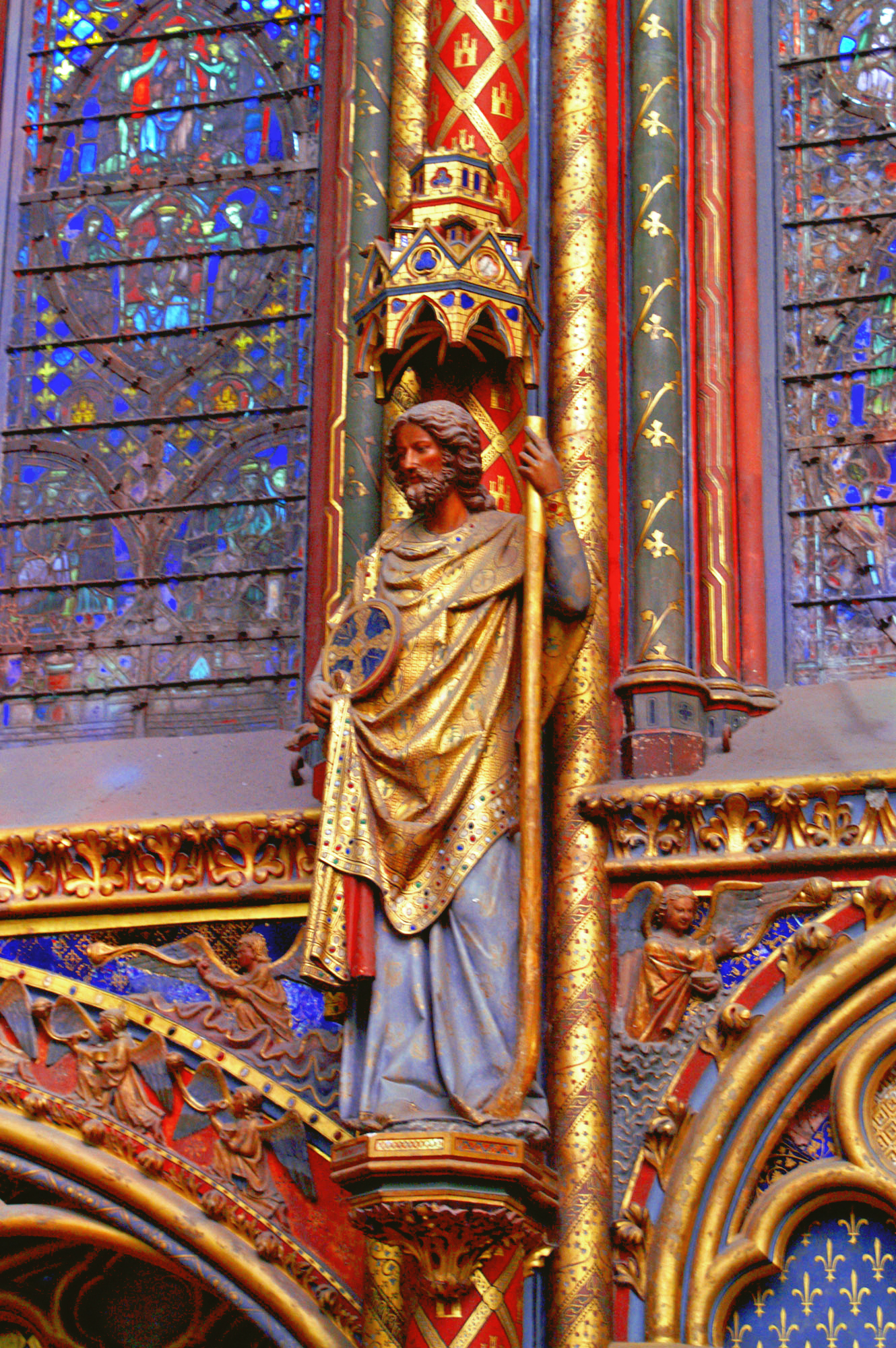
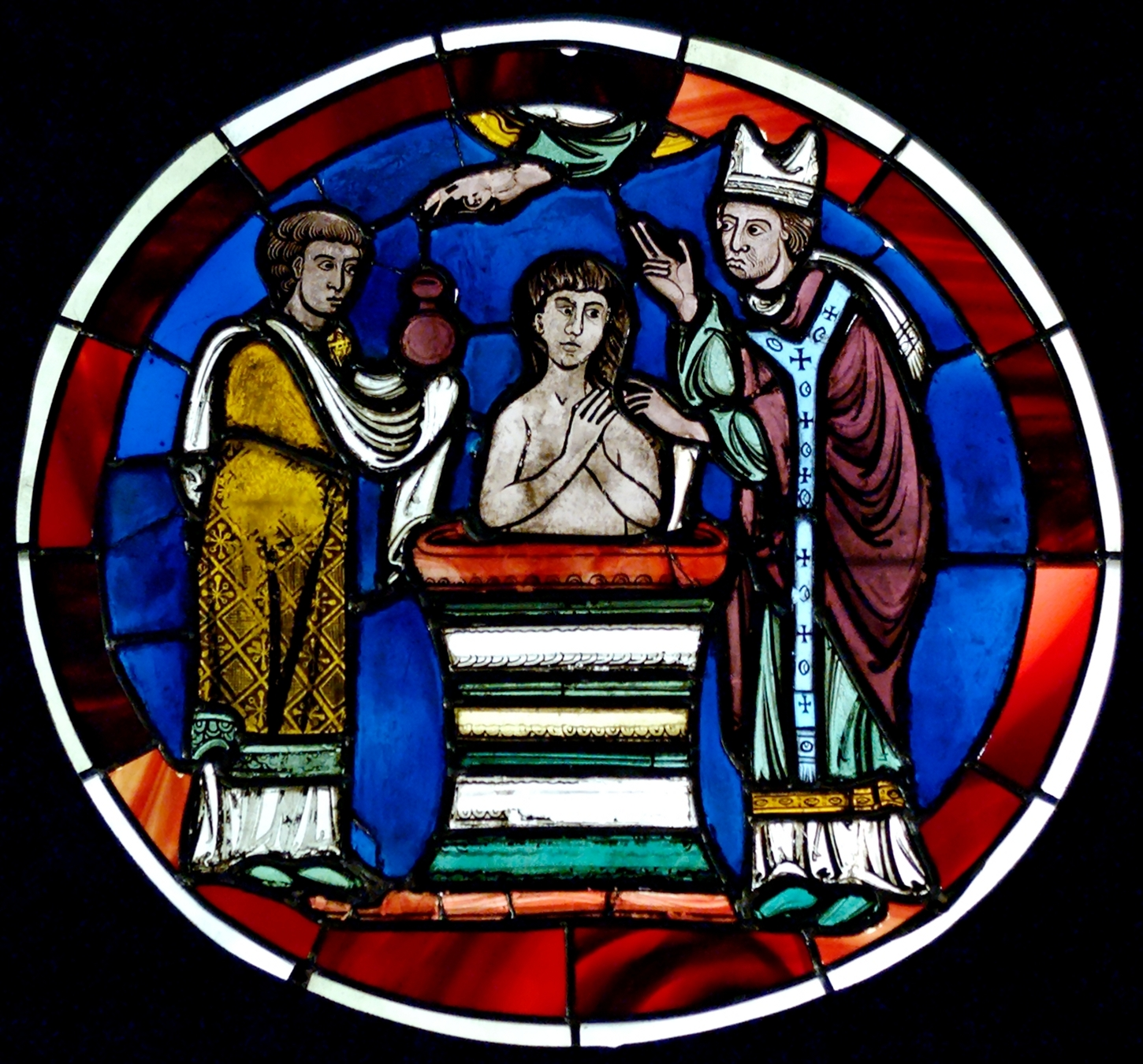
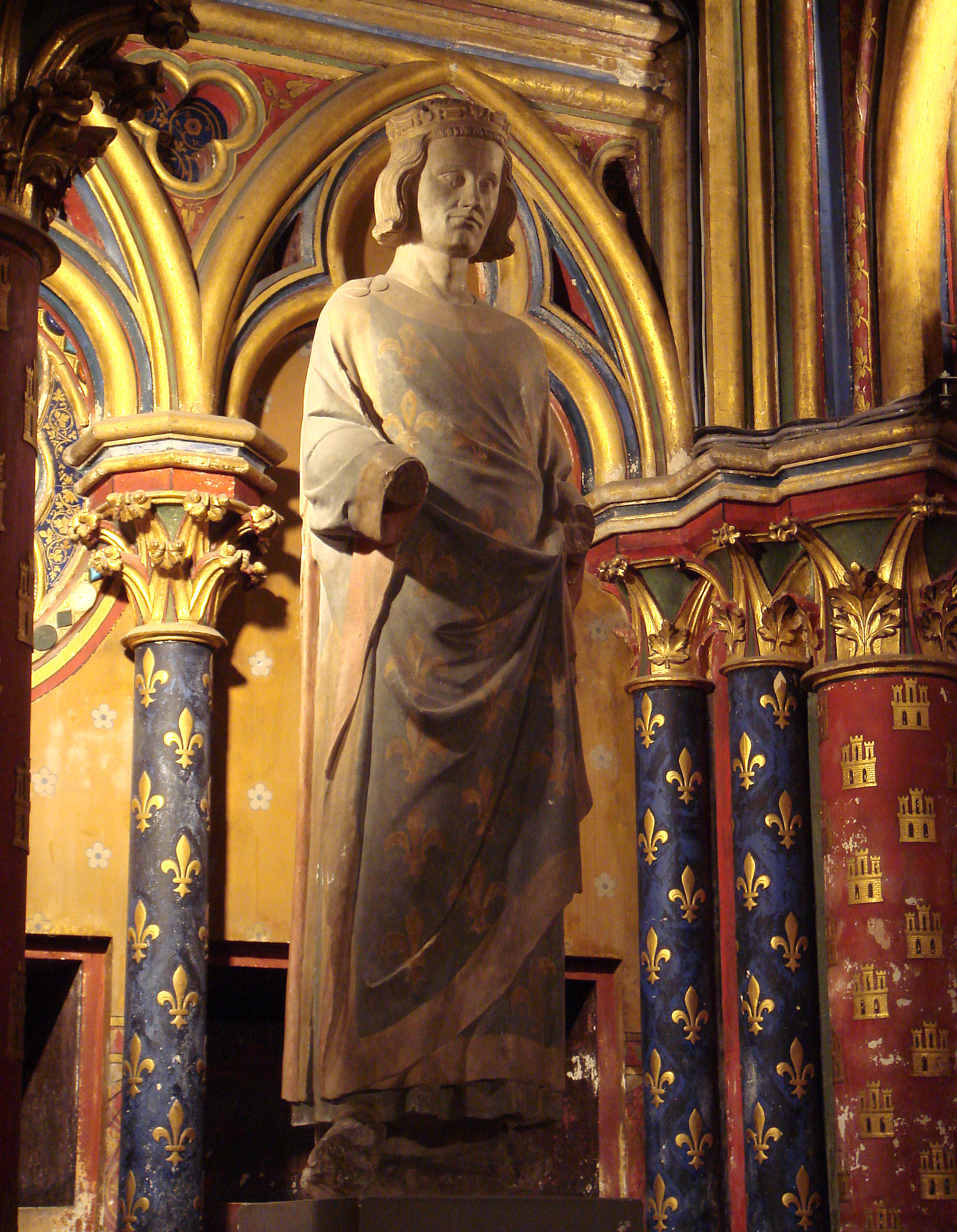